# Mallos gregalis
Mallos gregalis là một loài nhện trong họ Dictynidae.
Loài này thuộc chi Mallos. Mallos gregalis được Eugène Simon miêu tả năm 1909.